# Celtos fils d'Héraclès
Pour les articles homonymes, voir Celtos.
Dans la mythologie grecque, Celtos ou Keltos (en grec ancien Κέλτος / Kéltos, en latin Celtus) est l'ancêtre éponyme des Celtes.
Il n'est cité que par Parthénios de Nicée qui en fait le fils d'Héraclès et Celtine, conçu lors du retour du héros d'Érytheia où il avait volé les bœufs de Géryon.